# Leukomalachitgrün
Leukomalachitgrün ist ein mit zwei Dimethylaminogruppen substituiertes Triphenylmethan und die Leukobase von Malachitgrün.

## Herstellung
Leukomalachitgrün erhält man durch Erhitzen von Benzaldehyd mit N,N-Dimethylanilin und Schwefelsäure.

## Eigenschaften
Durch Oxidation von Leukomalachitgrün mit Blei(II)-oxid und Salzsäure erhält man Malachitgrün, das unter anderem aufgrund seiner antibakteriellen, fungiziden und antiparasitischen Eigenschaften zur Bekämpfung von Ektoparasiten und von Verpilzungen bei der Zucht von Forellen und Karpfen eingesetzt wurde. Dabei wird das Malachitgrün im Fischorganismus zu über 90 % zu Leukomalachitgrün metabolisiert.
Leukomalachitgrün ist als krebserregend bekannt.

## Regulierung
Über den Safe Drinking Water and Toxic Enforcement Act of 1986 besteht in Kalifornien seit dem 21. April 2023 eine Kennzeichnungspflicht, wenn Leukomalachitgrün in einem Produkt enthalten ist.

## Externe Links zu erwähnten Verbindungen
1. ↑  Externe Identifikatoren von bzw. Datenbank-Links zu Leukomalachitgrün-D5:  CAS-Nr.: 947601-82-3, EG-Nr.: 635-453-9, ECHA-InfoCard: 100.163.341, PubChem: 16212233, ChemSpider: 17340111, Wikidata: Q82475177.
2. ↑  Externe Identifikatoren von bzw. Datenbank-Links zu Leukomalachitgrün-D6:  CAS-Nr.: 1173021-13-0, EG-Nr.: 687-807-7, ECHA-InfoCard: 100.214.073, PubChem: 16212168, ChemSpider: 17340051, Wikidata: Q82475149.